# 대한민국-쿠웨이트 관계
대한민국-쿠웨이트 관계 (아랍어: العلاقات بين كوريا الجنوبية والكويت)는 대한민국과 쿠웨이트의 양자 관계를 의미한다. 양국은 1979년에 외교 관계 수립에 합의하였다. 쿠웨이트는 남북 동시 수교국이며, 조선민주주의인민공화국와 2001년에 수교하였다.

## 상세
1979년 6월에 수교 직후, 최규하 대통령이 사바 아흐마드 알자비르 알사바 쿠웨이트 국왕의 초청을 받고 쿠웨이트를 방문하였다. 이라크가 쿠웨이트를 침공한 걸프 전쟁에서 미국의 주도 하에 한국을 포함한 동맹국은 이라크군을 패퇴시키는데 큰 역할을 수행하였다. 이에 대한 감사의 표시로, 쿠웨이트는 1992년에 주한 쿠웨이트 대사관를 서울에 설치하였다. 2007년에는 노무현 대통령이, 2015년에는 박근혜 대통령이 쿠웨이트를 방문하였다. 2009년에 수교 30주년을 기념하였으며, 2019년에 수교 40주년을 기념하였다.
무역 부문에서는 대한민국은 쿠웨이트로부터 석유와 액화석유가스를 수입하고 있으며, 한국의 주요 원자재 수입국 중 하나다. 대한민국은1970년대 에너지 위기 이후 부유해진 쿠웨이트에 대규모 건설 사업을 입찰하는데 성공하였으며, 현재도 기반 시설 관련 프로젝트를 수행하고 있다.

## 같이 보기
- 대한민국의 대외 관계
- 쿠웨이트의 대외 관계